# Ophion peregrinus
Ophion peregrinus är en stekelart som beskrevs av Smith 1876. Ophion peregrinus ingår i släktet Ophion och familjen brokparasitsteklar. Inga underarter finns listade i Catalogue of Life.